# Eleutherios Choutesiōtīs
Eleutherios Choutesiōtīs (in greco Ελευθέριος Χουτεσιώτης?; Makrychori, 20 luglio 1994) è un calciatore greco, portiere dell'Atromītos.

## Carriera

### Club
Cresciuto nelle giovanili dell'Olympiacos, viene aggregato alla prima squadra nell'estate del 2014, nel ruolo di terzo portiere. L'esordio con la maglia biancorossa avviene il 3 aprile 2016, dove disputa i minuti finali del match tra Olympiakos e Panthrakikos.

### Nazionale
Dopo aver esordito nella rappresentative Under-18 e Under-19, nel 2014 esordisce con l'Under-21, totalizzando quattro presenze.

## Palmarès

### Competizioni nazionali
- Campionato greco: 3

Olympiakos: 2014-2015, 2015-2016, 2016-2017
- Coppa di Grecia: 1

Olympiakos: 2014-2015
- Souper Ligka Ellada 2: 1

PAS Giannina: 2019-2020